# Лютинский, Геннадий Анатольевич
Геннадий Анатольевич Лютинский (10 июля 1931 — 19 января 2001) — советский и российский художник (конструктор кукол) театра, кино и мультипликации, заслуженный работник культуры Грузинской ССР (1983).

## Биография
Родился 10 июля 1931 года.
В 1945—1946 годах — бутафор в Московском драматическом театре (по другим данным — гримёр в Малом театре).
В 1946—1949 годах — бутафор в Государственном Центральном театре кукол.
В 1949 году — бутафор в Центральном театре Промкооперации.
В 1950 году — актёр в Концертной бригаде кукол.
В 1950—1952 годах — актёр, художник-исполнитель в Театре куклы Дзержинского района.
В 1953 году — актёр, художник-исполнитель на Мосэстраде.
В 1953—1968 годах — художник-конструктор на киностудии «Союзмультфильм».
В 1968—1969 годах — бутафор в группе Эстрадного ревю Чёрного театра.
В 1970-х годах — художник на студии «Грузия-фильм», в театре Музкомедии им. Абашидзе, заведующий художественно-постановочной частью в Тбилисском Русском театре кукол юного зрителя.
В 1980-х годах — художник-конструктор в кукольных театрах Москвы, на студии «Мульттелефильм» ТО «Экран», в мастерской Ю. Д. Кряквина.
В 1991—1992 годах жил на острове Валаам.
Умер 19 января 2001 года.

## Фильмография
| Год  | Название мультфильма                                                        | Студия                         |
| ---- | --------------------------------------------------------------------------- | ------------------------------ |
| 1954 | «Два жадных медвежонка»                                                     | «Союзмультфильм»               |
| 1954 | «На даче»                                                                   | «Союзмультфильм»               |
| 1954 | «Танюша, Тявка, Топ и Нюша»                                                 | «Союзмультфильм»               |
| 1955 | «Упрямое тесто»                                                             | «Союзмультфильм»               |
| 1956 | «Небесное созданье»                                                         | «Союзмультфильм» и «Мосфильм»  |
| 1957 | «Тихая пристань»                                                            | «Союзмультфильм»               |
| 1959 | «Али-баба и сорок разбойников»                                              | «Союзмультфильм»               |
| 1959 | «Влюблённое облако»                                                         | «Союзмультфильм»               |
| 1960 | «Конец Чёрной топи»                                                         | «Союзмультфильм»               |
| 1960 | «Машенька и медведь»                                                        | «Союзмультфильм»               |
| 1960 | «Петя-Петушок»                                                              | «Союзмультфильм»               |
| 1960 | «Секрет воспитания»                                                         | «Союзмультфильм»               |
| 1961 | «Кто самый сильный?»                                                        | «Союзмультфильм»               |
| 1962 | «Кто сказал мяу?»                                                           | «Союзмультфильм»               |
| 1962 | «Баня»                                                                      | «Союзмультфильм»               |
| 1963 | «Сказка о старом кедре»                                                     | «Союзмультфильм»               |
| 1963 | «Хочу быть отважным»                                                        | «Союзмультфильм»               |
| 1963 | «Как котёнку построили дом»                                                 | «Союзмультфильм»               |
| 1967 | «Варежка»                                                                   | «Союзмультфильм»               |
| 1967 | «Ну и Рыжик!»                                                               | «Союзмультфильм»               |
| 1968 | «Не в шляпе счастье»                                                        | «Союзмультфильм»               |
| 1968 | «Соперники»                                                                 | «Союзмультфильм»               |
| 1968 | «Подарок»                                                                   | «Киевнаучфильм»                |
| 1969 | «Жадный Кузя»                                                               | «Союзмультфильм»               |
| 1969 | «Золотой мальчик»                                                           | «Союзмультфильм»               |
| 1969 | «Крокодил Гена»                                                             | «Союзмультфильм»               |
| 1972 | «Приключения Незнайки и его друзей» (сериал)                                | Творческое объединение «Экран» |
| 1973 | «Мышонок, который хотел быть похожим на человека»                           | «Киевнаучфильм»                |
| 1973 | «Завтра будет завтра» (в цикле «38 попугаев»)                               | «Союзмультфильм»               |
| 1974 | «Корабль старого моряка» (7-я серия сериала «Волшебник изумрудного города») | Творческое объединение «Экран» |
| 1979 | «Бачо едет к бабушке»                                                       | «Грузия-фильм»                 |
| 1979 | «Приключения Саламуры»                                                      | «Грузия-фильм»                 |
| 1981 | «Медвежонок Бутхуз»                                                         | «Грузия-фильм»                 |
| 1981 | «Сказка на колёсах»                                                         | «Грузия-фильм»                 |
| 1983 | «Сказка в сказке»                                                           | «Грузия-фильм»                 |
| 1995 | «Теремок» (в сборнике «Весёлая карусель» № 29)                              | «Союзмультфильм»               |

## Награды
- 1983 — Заслуженный работник культуры Грузинской ССР[1].

## Рецензии, отзывы, критика
Преимущественно работал с супругой (Лилианной Лютинской), совместно с которой в свободные минуты делал реквизит для фокусников Дика Гиташвили и Арутюна Акопяна.
По мнению авторов «Энциклопедии отечественной мультипликации», одной из наиболее известных работ Лютинского в игровом кино является кукла Вия, выполненная им для художественного фильма «Вий» 1967 года.
Юрий Трофимов в интервью Сергею Капкову, данном в 2013 году и опубликованном в журнале «Искусство кино» № 7/8 за 2022 год, вспоминал о Геннадие Лютинском как о замечательном мастере кукол.